# آنتونیو کابررا (بازیکن فوتبال اهل پاراگوئه)
آنتونیو کابررا (اسپانیایی: Antonio Cabrera‎) بازیکن فوتبال اهل پاراگوئه بود.
از باشگاه‌هایی که در آن بازی کرده‌است می‌توان به باشگاه فوتبال لیبرتاد اشاره کرد. وی همچنین در تیم ملی فوتبال پاراگوئه بازی کرده‌است.